# Kalpana Devi Koonjoo-Shah
Kalpana Devi Koonjoo-Shah ist eine mauritianische Politikerin der Mouvement Socialiste Militant (MSM), die seit 2019 Ministerin für Geschlechtergleichstellung und Familienfürsorge im Kabinett Pravind Jugnauth ist.

## Leben
Kalpana Devi Koonjoo-Shah begann nach dem Schulbesuch 2000 ein Studium ein Pharmaziestudium an der University of Brighton, das sie 2002 mit einem Zertifikat in medizinischer Pharmazie beendete. Ein darauf folgendes Biologiestudium an der University of Brighton schloss sie 2005 mit der Abschlussarbeit Infectious Diseases in Developing Countries zu Infektionskrankheiten in Entwicklungsländern mit einem Bachelor of Sciences (B.Sc. Biological Sciences) mit höchster Auszeichnung ab. Im Anschluss war sie zwischen August 2005 und Januar 2008 am New Cross Hospital, dem zum National Health Service (NHS) gehörenden Lehr- und Universitätskrankenhaus der University of Birmingham, und arbeitete danach von Mai 2008 bis Mai 2011 im Bereich chemische Produktion des Energieunternehmens BG Group. Nach ihrer Rückkehr nach Mauritius war sie für Aspen Global tätig, und zwar anfangs zwischen November 2011 und Mai 2012 als Beraterin für pharmazeutische Angelegenheiten sowie von Mai bis November 2012 als Beraterin für Lieferketten und Logistik. Anschließend war sie von Januar bis Mai 2013 Managerin von VWR International LLC für Arzneimittelzulassungen in der Europäischen Union sowie zwischen 2013 und Oktober 2014 Leitende Managerin für Arzneimittelzulassungen bei Avalere Health International Mauritius, ehe sie von Dezember 2015 bis Januar 2017 Cluster Managerin beim Unternehmen Focalis Ltd Mauritius.
Im Januar 2017 wechselte Kalpana Devi Koonjoo-Shah in den Staatsdienst und wurde Assistierende Ständige Sekretärin des Ministeriums für Gesundheit und Lebensqualität. Bei den Wahlen vom 7. November 2019 wurde sie für die Mouvement Socialiste Militant (MSM) innerhalb der L’Alliance Morisien im Wahlkreis No.7, Piton and Rivière du Rempart nach Maneesh Gobin und Rajanah „Ravi“ Dhaliah mit 17.684 Stimmen (48,5 Prozent) mit dem drittbesten Stimmenergebnis erstmals zum Mitglied der Nationalversammlung gewählt. Daraufhin wurde sie am 12. November 2019 als Ministerin für Geschlechtergleichstellung und Familienfürsorge in das Kabinett Pravind Jugnauth berufen. Am 2. Dezember 2019 wurde sie außerdem Mitglied des Parlamentsausschusses für Rundfunk.